# Eozapus setchuanus
Eozapus setchuanus је врста глодара из породице скочимиш (Dipodidae).

## Распрострањење
Ареал врсте је ограничен на једну државу. Кина је једино познато природно станиште врсте.

## Станиште
Станишта врсте су шуме, планине и жбунаста вегетација.

## Угроженост
Ова врста је наведена као последња брига, јер има широко распрострањење и честа је врста.